# 2018
2018 (MMXVIII) — невисокосний рік, що почався у понеділок за григоріанським календарем.

## Події

### Аварії та катастрофи
- 3 січня — через ураган «Елеонор» в Європі знеструмлено понад 200 тис. будинків[1].
- 6 лютого — у результаті землетрусу[en] на Тайвані загинуло 12 людей, ще 277 отримали ушкодження[2].
- 11 лютого — у Московській області катастрофа пасажирського літака «Ан-148» з 71 пасажиром на борту[3].
- 16 лютого — землетрус у Мексиці[en] магнітудою 7,2 бала. Загинуло 14 людей, близько 1 млн будинків залишились без електроенергії[4].
- 18 лютого — в Ірані катастрофа літака «ATR 72-200». 60 пасажирів та 6 членів екіпажу загинули[5].
- 25 лютого — землетрус у Папуа-Новій Гвінеї магнітудою 7,5 бала. Загинула 31 людина, ще понад 300 отримали поранення[6].
- 6 березня — у Сирії на авіабазі «Хмеймім» при заході на посадку розбився військово-транспортний літак Ан-26. Загинуло 33 людини[7].
- 12 березня — у результаті авіакатастрофи[en] в аеропорту Катманду (Непал) загинуло не менше 49 людей, ще 22 отримали ушкодження[8]
- 25 березня — унаслідок пожежі у ТРЦ «Зимова вишня», в російському місті Кемерово загинуло щонайменше 62 особи[9].
- 11 квітня — в Алжирі зазнав катастрофи військовий літак Іл-76, загинули 257 осіб[10].
- 18 травня — унаслідок катастрофи Boeing 737 поблизу Гавани загинуло 110 осіб[11].
- 9 липня — Японія потерпає від наймасштабнішої за багато десятиліть повені, в країні понад 100 загиблих[12].
- 29 вересня — сильний землетрус і цунамі на острові Сулавесі (Індонезія) спричинили загибель не менше 1700 людей, сотні травмовані[13].
- 11 жовтня — внаслідок урагану «Майкл» у США, постраждало понад 1,5 млн осіб. Він став третім за потужністю ураганом за всю історію США[14].
- 29 жовтня — у результаті катастрофи літака Boeing 737 в Індонезії загинуло 188 людей[15].
- 13 грудня — внаслідок зіткнення двох потягів у Туреччині 9 осіб загинуло, ще понад 80 отримало поранення[16].
- 22 грудня — унаслідок цунамі на індонезійських островах Ява та Суматра загинуло понад 200 осіб, ще більше 800 отримали поранення[17].

### Політика, вибори
- 1 січня — Болгарія почала головувати в Раді Європейського Союзу[18].
- 2 січня — Конституційний суд Молдови тимчасово припинив повноваження президента Молдови Ігоря Додона[19].
- 23 — 26 січня у Давосі пройшов 48-й Всесвітній економічний форум. У його роботі взяли участь близько 60 глав держав і урядів[20].
- 2 березня — США продовжили ще на один рік санкції проти Венесуели[21] та Росії[22].
- 14 березня — Ангелу Меркель вчетверте обрали канцлером Німеччини[23].
- 20 березня — у відповідь на отруєння Сергія Скрипаля із застосуванням отруйної речовини нервово-паралітичної дії «Новичок» Велика Британія вислала 23 російських дипломатів[24].
- 23 березня — президент Перу Пабло Кучинський подав у відставку через корупційний скандал[25]. Новим президентом парламент обрав Мартіна Віскарру.
- 26 березня — скоординована і масова висилка російських дипломатів з понад 25 країн світу як відповідь на застосування хімічної зброї у Великій Британії 4 березня 2018 року[26].
- 6 квітня — екс-президента Південної Кореї Пак Кин Хє визнали винною в корупції та зловживанні владою і засудили до 24 років в'язниці[27].
- 17 квітня — Парламент Вірменії обрав на посаду прем'єр-міністра країни Сержа Саргсяна попри масові протести[28].
- 20 квітня — Король Свазіленду Мсваті III перейменував країну в Королівство Есватіні[29].
- 27 квітня — на першій за десять років зустрічі президенти Північної та Південної Кореї домовилися почати денуклеаризацію півострова та підписати мирний договір[30].
- 8 травня — Прем'єр-міністром Вірменії обраний лідер протестів Нікол Пашинян[31].
- 28 травня — на кордоні двох Корей, Північної і Південної відбулася історична зустріч двох президентів — Кім Чен Ина і Мун Чже Іна[32].
- 28 травня — Сирія визнала незалежність самопроголошених Абхазії та Південної Осетії[33]. Наслідком цього Грузія заявила про розрив дипломатичних відносин з Сирійською Арабською Республікою[34]
- 12 червня — відбулася перша в історії зустріч президентів США і Північної Кореї Дональда Трампа і Кім Чен Ина[35]
- 17 червня — Греція і Північна Македонія підписали угоду про зміну назви колишньої югославської республіки на Республіку Північна Македонія[36].
- 16 липня — у Гельсінкі, Фінляндія відбувся Саміт Росія — США за участю Президентів США і Росії Дональда Трампа та Володимира Путіна[37].
- 12 серпня — після 22 років перемовин між 5 державами підписано Конвенцію про правовий статус Каспійського моря[38].
- 21 серпня — Чехія визнала окупацією придушення «Празької весни» силами Організації Варшавського договору у 1968 році[39].
- 16 жовтня — прем'єр-міністр Вірменії Нікол Пашинян подав у відставку (але залишився виконувачем обов'язків прем'єр-міністра).
- 11 листопада — на окупованих територіях Донецької та Луганської областей пройшли так звані «вибори»[40].

#### Президентські
- 27 січня — Мілош Земан переобраний президентом Чехії[41].
- 27 січня — Саулі Нійністе переобраний[en] президентом Фінліяндії[42].
- 4 лютого — президент Кіпру Нікос Анастасіадіс переобраний на другий строк[43].
- 2 березня:— Армен Саркісян обраний президентом Вірменії[44].
- 18 березня — на президентських виборах у Російській Федерації переміг чинний президент Володимир Путін[45].
- 28 березня — президент Єгипту Абдель Фаттах Ас-Сісі переобраний[en] на другий строк[46].
- 11 квітня — на президентських виборах в Азербайджані[en] Ільхама Алієва переобрали на четвертий термін[47].
- 15 квітня — на президентських виборах у Чорногорії переміг прем'єр-міністр країни Мило Джуканович[48].
- 19 квітня — Кубинський парламент обрав Мігеля Діас-Канеля новим президентом країни[49].
- 24 червня — на президентських виборах у Туреччині переміг чинний голова держави Реджеп Ердоган[50]; на парламентських виборах більшість здобула провладна «Партія справедливості та розвитку».
- 1 липня — на загальних виборах у Мексиці у президентських перегонах переміг Андрес Мануель Лопес Обрадор[51].
- 28 листопада — за наслідками президентських виборів в Грузії 2018, проведених у два тури, перемогла Саломе Зурабішвілі[52].

#### Парламентські
- 8 квітня — парламентські вибори в Угорщині. Найбільшу кількість голосів набирає правляча партія Фідес — Угорський громадянський союз[53].
- 9 грудня — на позачергових парламентських виборах у Вірменії перемогу здобула партія Нікола Пашиняна «Мій крок», яка отримала понад 70 % голосів виборців[54].

#### Референдуми
- 26 травня — в Ірландії на референдумі підтримали лібералізацію закону про аборти[en][55].
- 4 листопада — у заморському володінні Франції, Новій Каледонії, на референдумі більшість (56,4 %) не підтримала незалежність[56].

### Збройні конфлікти
- 20 січня — розпочалася інтервенція турецьких військ у сирійський район Афрін проти позицій курдської партії «Демократичний союз[en]» у Сирії[57].
- 7 лютого — громадянська війна в Сирії: міжнародна коаліція на чолі США в Сирії завдала авіаудару, внаслідок якого загинули понад 100 бійців проурядових сил, серед яких були російські найманці. Це перша акція США проти сирійських військ з 17 червня 2017 року[58].
- 24 лютого — Рада Безпеки ООН одностайно ухвалила резолюцію з вимогою 30-денного перемир'я у Сирії на тлі загибелі від авіаударів та обстрілів за останній тиждень понад 500 цивільних[59].
- 8 квітня — у результаті хімічної атаки у м. Дума в Сирії загинуло від 70 до 150 людей, ще понад 100 постраждали[60].
- 14 квітня — США, Велика Британія та Франція завдали ракетних ударів по цілях у Сирії, які, ймовірно, пов'язані з виробництвом та зберіганням хімічної зброї[61].
- 5 серпня — представники двох народностей Південного Судану — нуер та динка — підписали мирову угоду. Вона має закінчити громадянську війну, що триває в країні п'ять років[62].
- 25 листопада — Інцидент у Керченській протоці: російський ПСКР «Дон» здійснив таран рейдового буксира «Яни Капу» поблизу Керченської протоки під час переходу катерної групи ВМС України з Одеси до Маріуполя. Потім росіяни відкрили по групі вогонь, у результаті 3 українські судна захоплені, 23 моряків узято в полон, 6 із них — поранено[63][64].

### Економіка
- 7 лютого — американський мільярдер-лікар Патрік Сун-Шонг купив у компанії Tronc, Inc. видання «Лос-Анджелес Таймс» і «The San Diego Union-Tribune» за 500 млн дол.[65]
- 20 лютого — Венесуела випустила власну криптовалюту Petro, собівартість якої забезпечена запасами природних ресурсів країни, а ціна прив'язана до бареля нафти[66].
- 28 лютого — Стокгольмський арбітраж задовольнив вимоги Нафтогазу в сумі 4,63 млрд дол., за результатами двох проваджень «Газпром» повинен сплатити 2,56 млрд дол.[67]
- 11 квітня — внаслідок санкцій російський рубль впав до 80 рублів за євро і до 64 рублів за доларів, це найбільше падіння рубля із 2016 року[68].
- 9 травня — американська компанія «Walmart» анонсувала придбання 77 % акцій компанії «Flipkart» за 16 млрд дол.[69][70]
- 4 червня — корпорація «Microsoft» купила «GitHub» за 7,5 млрд доларів[71].
- 18 липня — Європейська комісія оштрафувала «Google» на 4,3 млрд євро за порушення антимонопольного законодавства[72].
- 2 серпня — компанія «Apple Inc.» першою із американських компаній досягла ринкової вартості в 1 трильйон доларів[73].
- 28 жовтня — компанія «IBM» оголосила про купівлю «Red Hat» за 34 млрд дол.[74]
- 3 жовтня — рейси з України відкрила ірландська лоукост-авіакомпанія Ryanair[75].
- 26 листопада — Міжнародний трибунал у Парижі постановив стягнути з РФ на користь «Ощадбанку» 1,3 млрд доларів як компенсацію збитків, завданих внаслідок анексії Криму[76]
- У грудні — польоти з Києва почала італійська лоукост-авіакомпанія Ernest Airlines[75].

### Наука і техніка
- 24 січня — китайські вчені вперше створили двох клонованих макак, використовуючи метод пересадки соматичних клітин, яким було клоновано вівцю Доллі[77][78].
- 28 січня — канадські дослідники заявили про розшифрування за допомогою штучного інтелекту першого речення Рукопису Войнича[79].
- 6 лютого — компанія SpaceX здійснила перший запуск надважкої ракети Falcon Heavy на геліоцентричну орбіту[80].
- 2 квітня:
  - Уламки першої китайської космічної станції «Тяньгун-1», з якою було втрачено зв'язок у 2016 році, впали в Тихий океан[81].
  - Астрономи повідомили про відкриття MACS J1149 Lensed Star 1, на ймення Ікарус, найвіддаленішої від Землі зорі, розташованої на відстані 9 млрд світлових років від Сонця[82].
- 5 травня — НАСА за допомогою ракети-носія Atlas V запустило на Марс зонд «InSight»[83].
- 15 травня — запущено Кримський міст.
- 5 червня — американські біологи вперше отримали в лабораторних умовах синтетичний пріон людини[84].
- 7 червня — НАСА повідомило про виявлення метану в гірських породах Марса за допомогою «К'юріосіті», що може слугувати підтвердженням існування життя на Марсі[85].
- 8 червня — у США почав працювати найпотужніший у світі суперкомп'ютер «Summit»[86].
- 13 липня — часткове сонячне затемнення[en], яке можна було спостерігати в Австралії, на о. Тасманія та в Антарктиді[87].
- 25 липня — за допомогою радара MARSIS на Марсі біля Південного полюсу під шаром льоду завтовшки 1,5 км виявлено озеро з рідкою водою розміром близько 20 км. Це перша відома постійна водойма на Марсі[88][89].
- 27 липня — повне місячне затемнення (найдовше в XXI столітті) та велике протистояння Марса (вперше з 2003 року). Обидва явища відбулися в один час і в одній точці на небі, що відбувається раз у 25 тис. років[90].
- 12 серпня — НАСА здійснило запуск зонда Parker Solar Probe для вивчення зовнішньої корони Сонця[91].
- 21 вересня — здійснено м'яку посадку на поверхню астероїда 162173 Рюгу двох модулів Rover-1A і Rover-1B міжпланетної станції «Хаябуса-2»[92].
- 11 жовтня — аварія космічного корабля «Союз МС-10»: через дві хвилини після запуску відбулося аварійне вимкнення двигунів другого ступеня ракети та здійснено екстрену посадку спускного апарата з двома космонавтами[93].
- 20 жовтня — Європейське космічне агентство запустило міжпланетну станцію «BepiColombo» для дослідження Меркурія[94].
- 16 листопада — на 26-й Генеральній конференції з мір та ваг у Парижі ухвалене рішення перевизначити чотири основні одиниці SI: кілограм, ампер, кельвін і моль[95].

### Культура
- 7 січня — 75-та церемонія вручення нагород премії «Золотий глобус» за досягнення в галузі кінематографу та американського телебачення за 2017 рік[96].
- 28 січня — 60-та церемонія нагородження музичної премії «Греммі». У номінаціях «Пісня року» та «Альбом року» переможцем став Бруно Марс[97].
- 3 лютого — 8-ма церемонія вручення премії «Магрітт». Найкращим фільмом визнано картину Стефана Стрекера «Весілля»[98].
- 5 лютого — 23-тя церемонія нагородження премії «Люм'єр». Найкращим фільмом названо картину режисера Робена Кампійо «120 ударів на хвилину»[99].
- 18 лютого — 71-ша церемонія вручення нагород Британською академією телебачення та кіномистецтва. Найкращий фільм — «Три білборди за межами Еббінга, Міссурі», найкращий режисер — Ґільєрмо дель Торо[100].
- 25 лютого — на 68-му щорічному Берлінському міжнародному кінофестивалі головну нагороду отримав фільм румунської режисерки Адіни Пінтіліє «Не торкайся»[101].
- 2 березня — 43-тя церемонія вручення нагород премії «Сезар» у царині французького кінематографу. Найкращим фільмом визнано «120 ударів на хвилину» режисера Робена Кампійо[102].
- 4 березня — 90-та церемонія вручення премії «Оскар». Найкращим фільмом визнано «Форма води» мексиканського режисера Ґільєрмо дель Торо[103].
- 21 березня — 62-га церемонія вручення італійської національної кінопремії «Давид ді Донателло». Найкращим фільмом визнано «Кохання і злочинний світ» режисерів Антоніо Манетті та Марко Манетті[104].
- 12 травня — ізраїльська співачка Netta перемогла на Євробаченні-2018[105].
- 19 травня — Золоту пальмову гілку на Каннському кінофестивалі отримав фільм японського режисера Корееда Хірокадзи «Крамничні злодюжки»[106].
- 8 вересня — «Золотого лева» на 75-му Венеційському міжнародному кінофестивалі отримав фільм «Рома» режисера Альфонсо Куарона[107].
- 16 вересня — Головний приз «Народний вибір» на 43-му Міжнародному кінофестивалі у Торонто отримав фільм «Зелена книга» режисера Пітера Фареллі[108].
- 12 жовтня — шведська «Нова академія» присудила альтернативну Нобелівську премію з літератури французькій письменниці Маріз Конде[109].
- 17 жовтня — лауреатом «Букерівської премії» 2018 року стала англійська письменниця Анна Бернс. Приз отримав її роман «Молочник»[110].

### Суспільство
- 20 січня — У Кабулі внаслідок нападу терористів на готель загинули 43 особи, серед яких 7 громадян України[111].
- 27 січня — внаслідок теракту в Кабулі[en] загинули щонайменше 103 людини, ще понад 200 отримали поранення[112].
- 12 квітня — у Вірменії почались масові протести проти обрання на посаду прем'єр-міністра екс-президента країни Сержа Саргсяна[113].
- 13 квітня — Таганський суд Москви ухвалив рішення про блокування месенджера «Telegram» на всій території Росії[114].
- 23 квітня — унаслідок наїзду фургона на натовп у Торонто (Канада) десятеро загибли та 15 постраждали[115].
- 19 травня — у Віндзорському замку відбулось весілля принца Гарі та Меган Маркл[116].
- 22 травня — міжнародна Спільна слідча група оголосила, що літак рейсу МН17 було збито російським ЗРК «Бук» із 53-ї курської бригади ППО ЗС РФ[117].
- 19 червня — Канада першою з країн G7 легалізувала марихуану[118].
- 10 липня — у Таїланді успішно завершено операцію з порятунку 12 дітей та одного дорослого із затопленої печери[119].
- 10 липня — у результаті теракту[en] в Пакистані загинуло понад 130 людей, ще понад 300 отримали поранення[120].
- 24 липня — у результаті масштабних лісових пожеж у Греції[en] загинуло понад 70 людей[121].
- 25 липня — принаймні 246 людей загинули у терактах, влаштованих ІДІЛ на південному заході Сирії[122].
- 27 липня — через спеку в Японії загинуло 80 людей, а ще понад 35 000 осіб госпіталізовано[123].
- 5 жовтня — Олег Сенцов припинив голодування терміном 145 днів[124].
- 11 жовтня — Вселенський Патріархат скасував дію синодального листа 1686 року, який підпорядкував Київську митрополію Московському патріархату[125].
- 15 жовтня — Російська православна церква розірвала відносини з Константинополем після того, як Вселенський патріарх підтримав надання автокефалії Українській православній церкві[126].
- 17 жовтня — у результаті масового вбивства в політехнічному коледжі Керчі загинуло 20 осіб, поранено близько 50[127].
- 27 жовтня — у результаті стрілянини[en] в синагозі у Піттсбурзі загинуло 11 людей, 7 поранено[128].
- 31 жовтня — Верховний Суд Пакистану виправдав і відпустив на свободу раніше засуджену до смертної кари за богохульство Асію Бібі[129].
- 1 листопада — у Великій Британії легалізовано медичну марихуану[130].
- 28 листопада — Священний Синод Вселенського Патріархату вирішив розпустити Архієпископство РПЦ в Західній Європі, скасувавши Патріарший томос 1999 року[131].
- 15 грудня — утворилася автокефальна помісна Православна церква України.
- 31 грудня — США офіційно вийшли з ЮНЕСКО[132].

### Спорт
- 7 січня — швейцарець Даріо Колонья та норвежка Гайді Венг стали переможцями багатоденної лижної гонки Тур де Скі у сезоні 2017/2018[ru][133].
- 28 січня — переможцем Відкритого чемпіонату Австралії з тенісу серед жінок стала Каролін Возняцкі, серед чоловіків — Роджер Федерер[134].
- 4 лютого — на чемпіонаті африканських націй серед футбольних збірних перемогу вперше здобула команда Марокко[135].
- 9—25 лютого — двадцять треті Зимові Олімпійські ігри у місті Пхьончхані (Південна Корея).
  - 18 лютого — Олександр Абраменко здобув золоту медаль для України у змаганнях із фристайлу[136].
  - 25 лютого — Норвегія перемогла в неофіційному медальному заліку олімпіади, Німеччина — друга, третє місце — у Канади[137].
- 1 березня — українка Анна Кривонос отримала срібло на юніорському чемпіонаті світу з біатлону в Естонії[138].
- 9—18 березня — дванадцяті Зимові Паралімпійські ігриу місті Пхьончхані (Південна Корея).
  - 18 березня — за підсумками олімпіади неофіційний медальний залік очолила збірна США, на другому місці — незалежні паралімпійські атлети, на третьому — збірна Канади. Українці здобули 22 нагороди: 7 золотих, 7 срібних та 8 бронзових[139].
- 26 березня — переможцями Кубку світу з біатлону 2017—2018 стали: серед чоловіків — француз Мартен Фуркад, серед жінок — Кайса Мякяряйнен з Фінляндії.
- 15 квітня — за підсумками Ігор Співдружності неофіційний командний залік очолила збірна Австралії, на другому місці — Англія, на третьому — Індія[140].
- 6 травня — грецький АЕК став переможцем турніру фінальної четвірки Ліги чемпіонів ФІБА 2017—2018.
- 12 травня — Василь Ломаченко переміг нокаутом Хорхе Лінареса та завоював титул чемпіона світу в третій ваговій категорії за рекордні 12 поєдинків[141].
- 16 травня — мадридський Атлетіко переміг Олімпік Марсель у фіналі Ліги Європи УЄФА 2018, втретє здобувши перемогу в цьому турнірі[142].
- 20 травня:
  - Швеція перемогла у фіналі Швейцарію та водинадцяте виграла чемпіонат світу з хокею із шайбою[143].
  - Переможцем Євроліги 2017—2018 став баскетбольний клуб «Реал Мадрид»[144].
- 26 травня — Реал Мадрид переміг Ліверпуль у фіналі розіграшу Ліги чемпіонів УЄФА 2017—2018 та здобув титул утретє поспіль[145].
- 7 червня — «Вашингтон Кепіталс» вперше в історії став переможцем Кубка Стенлі НХЛ сезону 2017—2018, здолавши у фіналі «Вегас Голден Найтс»[146].
- 8 червня — «Голден Стейт Ворріорз» ушосте став переможцем НБА, здолавши у фінальній серії сезону «Клівленд Кавальєрс»[147].
- 10 червня — переможцем Відкритого чемпіонату Франції з тенісу серед чоловіків став Рафаель Надаль, серед жінок — Симона Халеп[148].
- 15 липня:
  - У фіналі 21-го чемпіонату світу з футболу ФІФА збірна Франції перемогла збірну Хорватії і стала дворазовим чемпіоном світу[149].
  - Переможцем Вімблдонського турніру серед чоловіків став Новак Джокович, серед жінок — Анджелік Кербер[150].
- 21 липня — український боксер Олександр Усик переміг росіянина Мурата Гассієва у фіналі Всесвітньої боксерської суперсерії, став абсолютним чемпіоном світу у першій важкій вазі (до 90,7 кг), завоювавши пояси WBC, WBO, WBA, IBF, The Ring та Трофей Мохаммеда Алі[151].
- 15 серпня — «Атлетіко (Мадрид)» переміг «Реал Мадрид» у матчі за Суперкубка УЄФА[152].
- 6 вересня — розпочався перший турнір Ліги націй УЄФА за участю чоловічих збірних команд 55 членів асоціацій УЄФА[153].
- 9 вересня — переможцем Відкритого чемпіонату США з тенісу серед жінок вперше стала Наомі Осака, серед чоловіків — утретє Новак Джокович.
- 24 вересня — гравець збірної Хорватії з футболу та іспанського клубу «Реал Мадрид» Лука Модрич визнаний найкращим гравцем 2018 року за версією FIFA[154].
- 27 вересня — за рішенням УЄФА Чемпіонат Європи з футболу 2024 року прийматиме Німеччина[155].
- 28 жовтня:
  - Українська тенісистка Еліна Світоліна вперше перемогла у фіналі Підсумкового турніру з тенісу в Сінгапурі[156].
  - Під час Гран-прі Мексики Льюїс Гамільтон достроково став чемпіоном Формули-1 2018 року та став п'ятикратним чемпіоном світу з автогонок у класі «Формула-1»[157].
- 23 листопада — китаянка Цзюй Веньцзюнь стала чемпіонкою світу із шахів, перемігши у фіналі Катерину Лагно[158].
- 28 листопада — Магнус Карлсен переміг Фабіано Каруана у матчі за звання чемпіона світу із шахів, відстоявши свій титул чемпіона[159].
- 3 грудня — хорват Лука Модрич отримав «Золотий м'яч-2018»[160].
- 22 грудня — переможцем Клубного чемпіонату світу з футболу 2018 року став іспанський «Реал Мадрид»[161].

## Нобелівська премія
- Премію з фізіології або медицини отримали американець Джеймс Еллісон і японець Тасуку Хьондзе за відкриття терапії раку[162].
- Премію з фізики отримали Артур Ешкін, Жерар Муру і Донна Стрікленд[163].
- Премію з хімії отримали Френсіс Арнольд, Джордж Сміт і Грег Вінтер за «направлену еволюцію[en] ферментів та антитіл»[164].
- Премію миру отримали Деніс Муквеге та Надія Мурад за боротьбу проти використання сексуального насилля як зброї війни та збройних конфліктів[165].
- Премію імені Нобеля з економіки отримали американці Вільям Нордгауз — за дослідження впливу кліматичних змін при довгостроковому макроекономічному аналізі та Пол Ромер — за дослідження впливу технологічних інновацій при довгостроковому макроекономічному аналізі[166].

## Вигадані події
- «Залізне небо» (англ. Iron Sky) — художній фільм у жанрі альтернативної фантастики німецько-фінського виробництва (2012).
- Термінатор: Спасіння прийде (англ. «Terminator Salvation») — фантастичний бойовик режисера Макджі.
- «Роллербол» — фантастичний фільм, знятий у 1975 році за оповіданням Вільяма Гаррісона.
- У 2018 році відбуваються події фільму «Месники: Війна нескінченності».
- У 2018 році відбуваються основні події відеогри «Metal Gear Rising: Revengeance».